# Mester András
Mester András (Budapest, 1952. október 15. – 2023. november 26.) matematika–fizika szakos tanár, tankönyvszerző, a miskolci Diósgyőri Gimnázium Rátz Tanár Úr-életműdíjas pedagógusa.

## Tanulmányok
Ibrányban érettségizett. A debreceni Kossuth Lajos Tudományegyetem matematika–fizika szakán 1978-ban szerzett középiskolai tanári oklevelet. Szakdolgozatát az MTA Atommagkutató Intézetében készítette.

## Munkahelyek
Tanári pályája során mindvégig Miskolcon dolgozott. 1978–1982 között a miskolci Zrínyi Ilona Gimnáziumban tanított. Ezt követően 1982–1988 között a Miskolci Városi Tanácson dolgozott. 1988-tól ismét tanított: 1992-ig a Bláthy Ottó Villamosipari Szakközépiskola, majd 2015-ös nyugdíjazásáig a Diósgyőri Gimnázium tanára volt. Eközben 2002–2011 között a Városi Pedagógiai Intézetben városi fizika szaktanácsadóként tevékenykedett.

## Egyéb tevékenységei
Aktív szerepet vállalt az Eötvös Loránd Fizikai Társulatban, több vezető tisztséget is betöltött (Borsod-Abaúj-Zemplén Megyei Csoport titkára, ELFT alelnök, Középiskolai Oktatási Szakcsoport elnöke), jelenleg a Középiskolai Oktatási Szakcsoport titkára. Rendszeresen részt vesz a fizikatanári ankétokon, több alkalommal szervezőként, illetve műhelyfoglalkozás vezetőjeként. Rendszeresen tagja volt különféle megyei és országos fizikaversenyek zsűrijének.
A részecskefizika népszerűsítésével egy 1994-es CERN-beli továbbképzést követően kezdett foglalkozni. 2000-ben készült el a Részecskefizika mindenkinek című CD-je, amellyel 2000 őszén részt vett a Genfben rendezett Physics on Stage (A fizika színre lép) konferencián. Ugyanebben az évben megkapta a CERN középiskolai tanárok számára kiírt nyári kutatási ösztöndíját. Ottani tapasztalatairól több helyen tartott előadást, illetve cikkeket írt.
2001-től a Magyar Nukleáris Társaság Tanári Szakcsoportjának elnökségi tagja, majd elnöke. E megbízatásához kapcsolódóan évek óta egyik szervezője a középiskolások számára szervezett Nukleáris Szaktábor elnevezésű rendezvényeknek.

## Publikációi
- Szaktanterem kialakítása gimnáziumi fizika és technika oktatásához, Technika tanítása 3. szám, 1983.XV. évf.
- EURÓPÁRÓL módszeresen - Tanári módszertani kézikönyv, (társszerző), DHV Magyarország, Budapest, 2000
- A jövő kihívásai, Miskolci Pedagógus 18. szám, 2002. június
- Modern orvosi fizika, képalkotó eljárások, II. microCAD2002 Nemzetközi Tudományos Konferencia Kiadványa, Miskolci Egyetem, 2002
- Magyar középiskolai tanárok a CERN-ben, Miskolci Pedagógus 13. szám, 2001. április
- Ultrsound or ultrasonograpy, microCAD2003 Nemzetközi Tudományos Konferencia Kiadványa, Miskolci Egyetem, 2003
- Információs technológiák és szerepük az Európai Unió oktatásában, Miskolci Pedagógus 22. szám, 2003. május
- NAT-2 vitaanyag véleményezése, (társszerző) Miskolci Pedagógus 24. szám, 2003. december
- NAT 2003 konferencia, Miskolci Pedagógus 24. szám, 2003. december
- A Fizika Nemzetközi Éve 2005, Miskolci Pedagógus 33. szám, 2005. április
- Orvosi fizika és a középiskolai magfizika oktatás, Fizikai Szemle 2005/4. 146. oldal → A cikk Archiválva 2017. december 1-i dátummal a Wayback Machine-ben
- A Nipkow tárcsától a színes televízióig I., Fizikai Szemle, 2005/10. 367. oldal → A cikk Archiválva 2018. április 10-i dátummal a Wayback Machine-ben
- A Nipkow tárcsától a színes televízióig II., Fizikai Szemle, 2005/11. 403. oldal → A cikk Archiválva 2018. április 10-i dátummal a Wayback Machine-ben
- Fizikaversenyek Borsod-Abaúj-Zemplén megyében, (társszerző), Fizikai Szemle, 2006/1. 26. oldal → A cikk Archiválva 2017. december 1-i dátummal a Wayback Machine-ben
- Jubileumi Középiskolai Fizikatanári Ankét és Eszközbemutató, Fizikai Szemle, 2007/2. 67. oldal → A cikk Archiválva 2018. április 13-i dátummal a Wayback Machine-ben
- Hallhatatlan hangok, Fizikai Szemle, 2007/8. 288. oldal → A cikk Archiválva 2017. december 2-i dátummal a Wayback Machine-ben
- Az elsőtől az ötvenedikig, Középiskolai Fizikatanári ankétok és Eszközkiállítások (-bemutatók) 1957-től 2007-ig, (főszerkesztő), Budapest, ELFT Középiskolai Szakcsoportja, 2007, ISBN 978-963-87822-0-5
- A jövő nukleáris szakemberei? Beszámoló a Nukleáris Szaktáborok tapasztalatairól, (társszerző), Nukleon, 2008. július → A cikk
- MNT a versenyképes tudásért – IV. Nukleáris Szaktábor, Nukleon, 2010. december → A cikk
- Report on the experiences of the nuclear summer camp, ENS NEWS - ISSUE 30: November 2010 → A cikk
- A polónium története, (társszerző), Nukleon, 2012. március → A cikk
- A természettudomány tanítása - könyvismertető, Fizikai Szemle, 2014/11. 397. oldal → A cikk Archiválva 2017. december 1-i dátummal a Wayback Machine-ben
- Az elsőtől az ötvenediken keresztül a hatvanadikig, Középiskolai Fizikatanári Ankétok és Eszközkiállítások (-bemutatók) 1957-től 2017-ig, (szerkesztő), Budapest, Eötvös Loránd fizikai Társulat, 2017 → Az internetes változat

## Kitüntetések, díjak
- Ericsson-díj (2003)
- Szilárd Leó-díj (2013)
- Vándorplakett (2011)

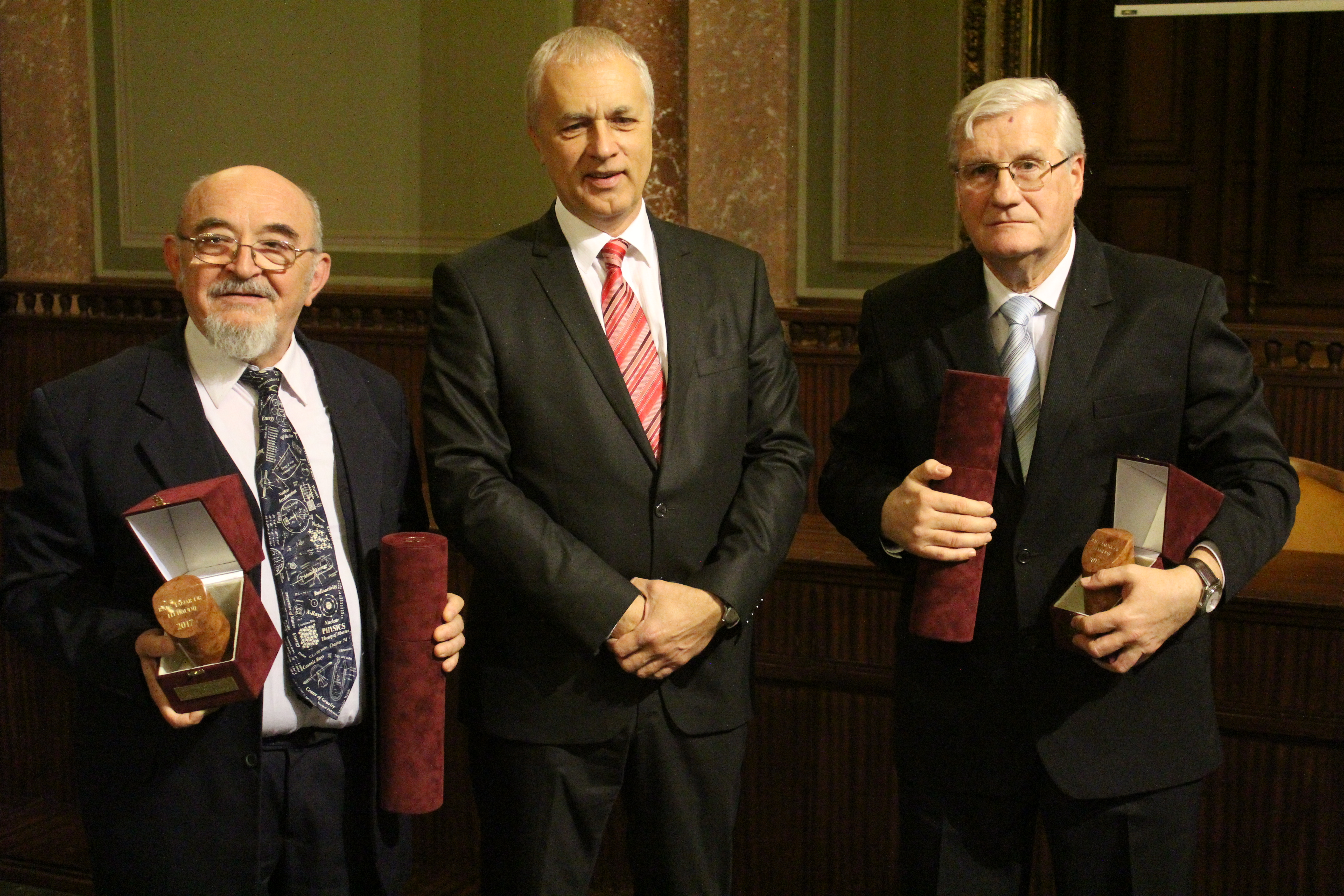
Mester András (jobbra) a Rátz Tanár Úr-életműdíj átvételekor, mellette Éry Gábor és Piláth Károly

- Pedagógus Szolgálati Emlékérem (2016)
- Rátz Tanár Úr-életműdíj (2017)